# Stanisław Kostka Potocki

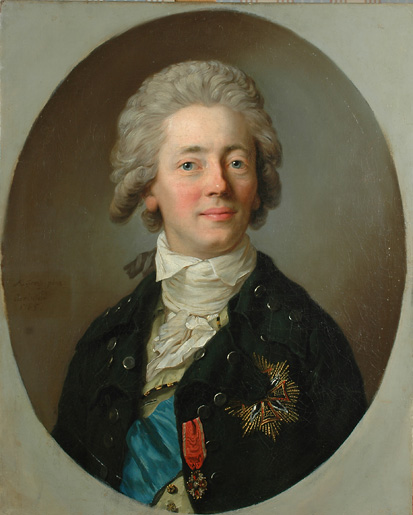
Graf Stanisław Kostka Potocki. Von Anton Graff 1785 in Karlsbad porträtiert. Das Gemälde befand sich zunächst im Potocki-Palast. Seit 1821 ist es im Wilanów-Palast ausgestellt, einem weiteren ehemaligen Sitz der Familie Potocki.

Graf Stanisław Kostka Potocki (* November 1755 in Lublin; † 14. September 1821 in Wilanów) war ein polnischer Adliger, Politiker, General, Abgeordneter, Aufklärer, Freimaurer, Schriftsteller, Mäzen, Architekt, Künstler, Archäologe, Kunsttheoretiker, Kunstsammler und Absolvent des Collegium Nobilium in Warschau. Sein Bruder war Ignacy Potocki.
Potocki war der Aufklärung verbunden. Er war im polnischen öffentlichen Dienst als Abgeordneter 1776, 1786, sowie von 1788 bis 1791 einer der Führer der Reformpartei auf dem Vierjährigen Sejm und Mitschöpfer der Verfassung vom 3. Mai 1791. Seit 1797 war er Unterrichtsminister, im napoleonischen Herzogtum Warschau Präsident der Erziehungsdirektion und 1818 Senatspräsident. Er war Mitbegründer der Warschauer Gesellschaft der Freunde der Wissenschaften und der Universität Warschau.
Vielseitig gebildet und interessiert, beschäftigte sich Potocki mit der polnischen Sprache und Geschichte. Er übersetzte Johann Joachim Winckelmanns Schriften ins Polnische und verfasste 1779 „De l’éloquence et du style“ und „Idées d’architecture“. 1820 schrieb er den satirischen Roman „Podróż do Ciemnogrodu“.
Nach Reisen in Italien und Frankreich ließ Potocki ab 1782 die berühmte Gartenanlage in Olesin bei Kurów anlegen. 1805 machte er seine umfangreichen Sammlungen im Wilanów-Palast öffentlich zugänglich. Potocki wurde 1812 Großmeister des polnischen Freimaurerordens.
Potocki war mit Aleksandra Prinzessin Lubomirska vermählt.